# Rocío Gómez Lopez
Rocío Gómez Lopez (ur. 30 grudnia 1987 w Hiszpanii) – hiszpańska siatkarka, reprezentantka kraju, grająca jako atakująca. Obecnie występuje w drużynie CV Kiele.